# Фрідріх I фон Шварценбург
Фрідріх I фон Шварценбург (нім. Friedrich I. von Schwarzenburg; 1075/1078 — 25 жовтня 1131) — політичний діяч Священної Римської імперії, 22-й архієпископ Кельна у 1100—1131 роках.

## Життєпис
Походив з баварського шляхетського роду Шварценбургів з Нордгау. Син графа Бертольда I фон Шварценбурга та Ріхгарди фон Шпонгайм. Народився між 1075 та 1078 роками. Навчався в Бамберзі, після чого був каноніком соборів Бамбергу та Шпейєра.
1100 року імператор Генріх IV призначив Фрідріха архієпископом Кельнським. Невдовзі той наказав спорудити замок Фольмарштайн. Також спрямував зусилля на розширення меж архієпископства. 1102 року викупив у графа Германа II фон Верля міста Гахен і Верль. Також граф Фрідріх фон Арнсберг був змушений відмовитись від половини свого графства на користь Кельнської єпархії.
1104 року підтримав повстання принца Генріха проти свого батька — імператора Генріха IV. 1110 року коронував імператрицю Матильди Плантагенет. 1111 року супроводжував Генріха V в поході до Італії. 1114 році Фрідріх I фон Шварценбург перейшов на бік папи римського Пасхалія II. Імперські війська не змогли захопити Кельн, а потім зазнали поразки під Андернахом. Після поразки у битві під Вельфесгольцем від Лотаря Саксонського імператор Генріх V залишив Німеччину.
1118 року архієпископ Кельнський підтвердив відлучення імператора від церкви. Того ж року звів замок Волкенбург, а до 1122 року замки Ролансек і Драхенфельс. Після смерті Пасхалія II 1118 року Фрідріх I фон Шварценбург замирився з імператором.
1122 року в значній мірі сприяв укладанню Вормського конкордату. У 1125 році після смерті Генріха V на виборах короля підтримав Лотаря Саксонського. 
1130 року на замовлення архієпископа створено рукопис з мініатюрами «Лекціонарій Фрідріха». Помер архієпископ Кельнський Фрідріх I фон Шварценбург 1131 року в замку Волкенбург. Після цього виникло протистояння за єпархію між Готфрідом фон Ксантеном і Бруно фон Бергом, де успіх мав останній.